# Caligula chinensis
Caligula chinensis är en fjärilsart som beskrevs av Hans Rebel 1926. Caligula chinensis ingår i släktet Caligula och familjen påfågelsspinnare. Inga underarter finns listade i Catalogue of Life.